# Renvoi sur la margarine
Pour les articles homonymes, voir Margarine (homonymie).
Décision
Le gouvernement fédéral ne peut pas interdire la production de la margarine en vertu de son pouvoir sur le droit criminel, mais peut en prohiber l'importation par son pouvoir sur le commerce.
Jugement complet
(en) texte officiel sur csc.lexum.org
Le renvoi sur la margarine est une importante décision de la Cour suprême du Canada dans le domaine du droit constitutionnel. Elle a été confirmée par le Comité judiciaire du Conseil privé.